# Spantax

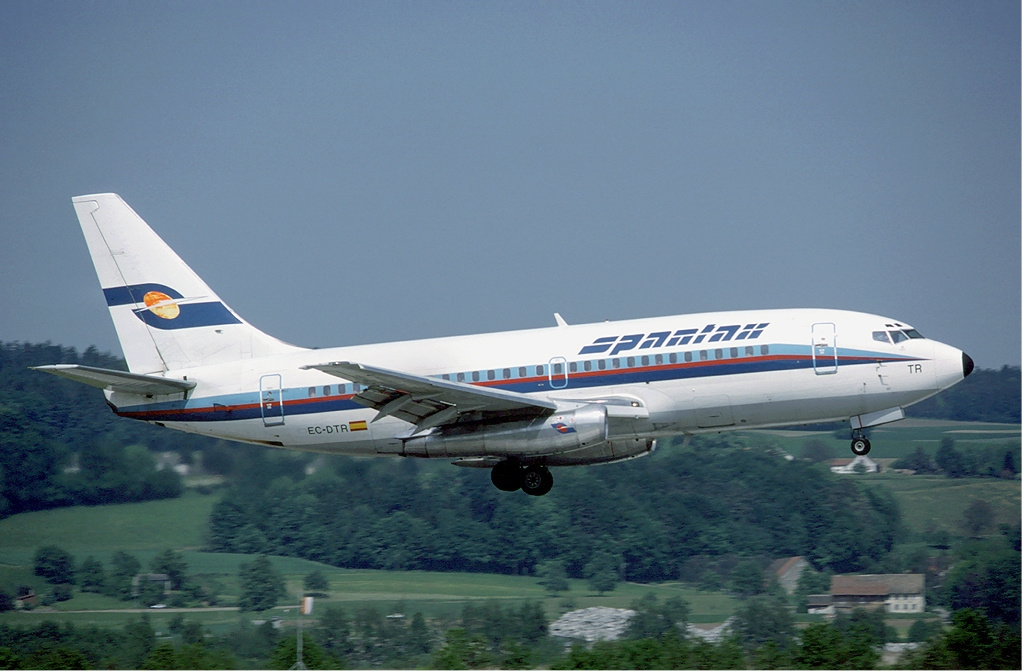
Boeing 737-200 de Spantax.

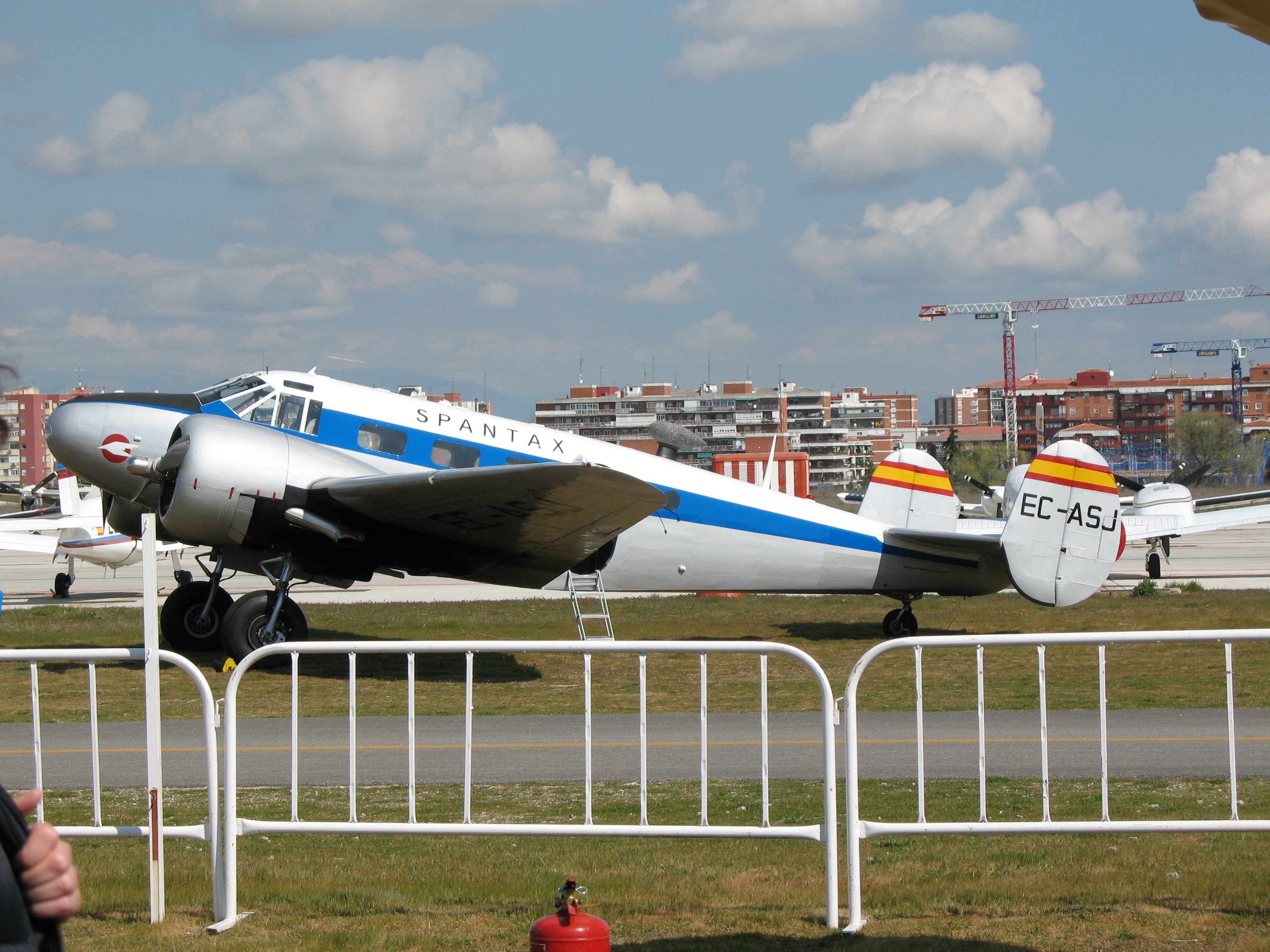
Avión Beechcraft 18 de Spantax perteneciente a la Fundación Infante de Orleans

Spantax era el nombre de una aerolínea española que operó desde 1959 hasta 1988. Su sede estaba situada en Madrid y su hub en el Aeropuerto de Gran Canaria y en el de Palma de Mallorca.

## Historia

### Inicios
Fue fundada el 6 de octubre de 1959 como Spanish Air Taxi y el acrónimo Spantax por Rodolfo Bay Wright, emblemático piloto de la aerolínea Iberia y Marta Estades Sáez, auxiliar de vuelo de la misma compañía. Primero operó vuelos tipo taxi aéreo con pequeños aviones británicos como los Auster transportando personal y material a las prospecciones petrolíferas del Sahara español. Con los primeros beneficios adquieren aeronaves más grandes como el Douglas DC-3 con el que siguieron realizando transportes al Sahara español y también vuelos transportando turistas en las Islas Canarias y desde 1962 en las Islas Baleares.

### Expansión y apogeo
En 1962 la compañía consiguió permiso para poder operar vuelos chárter (Inclusive Tour en la jerga) a diferentes puntos de Europa. A los DC-3 se unieron otros aviones Douglas como los DC-4, DC-6 y DC-7. En 1966, ya transportaba casi 700.000 pasajeros al año y continuaba su expansión. En 1967 adquirió uno de los mejores reactores de pasajeros existentes, el Convair 990 Coronado, muy rápido aunque de elevado consumo de queroseno, recibiendo el primero en febrero de ese año, al que siguieron otros 13 recibidos hasta 1975 y que fueron transformados para operar al límite de pasaje con 149 asientos. Perdió dos en sendos accidentes en 1970 en Aeropuerto de Málaga y 1972 en el Aeropuerto de Los Rodeos en Tenerife;  un tercero se salvó milagrosamente, tras chocar en vuelo con un McDonnell Douglas DC-9 de Iberia al suroeste de Francia el 5 de marzo de 1973, debido a una huelga de controladores aéreos galos.
Spantax alcanzó su apogeo cuando empezó a programar vuelos transatlánticos, lo que hizo que su flota se ampliase primero con DC-8 (1973) y luego con DC-10 (1978), llegando a convertirse a mediados de los años 70 en la segunda mayor compañía chárter europea al transportar 2 millones de pasajeros anualmente.

### Crisis y desaparición
Con la crisis del petróleo de 1979, Spantax comenzó a sufrir dificultades financieras, que se agravarían tras el accidente del vuelo 995, cuando su DC-10 EC-DEG se estrelló al despegar del aeropuerto de Málaga en septiembre de 1982, falleciendo 53 personas.
Intentó desesperadamente rejuvenecer su flota, primero con DC-9, más tarde con Boeing 737-200 y en sus últimos meses de vida con MD-83 y fue retirando los obsoletos y antieconómicos Convair 990 Coronado.
En el año 1987 las dificultades financieras obligaron a ceder Spantax a un grupo financiero ubicado en Luxemburgo bajo la promesa de que inyectarían capital para sanear la aerolínea. No fue así, por lo que los intentos por renovar y refinanciar el servicio y las negociaciones para la expansión adicional de la flota con Boeing 767-200 se fueron al traste, de tal manera que Spantax dejó de operar el 29 de marzo de 1988 presentando a continuación expediente de quiebra, Aunque durante un año se habló de que iba a volver a operar con la ayuda de gente como José María Ruiz-Mateos, pero esta posibilidad, si es que no era otro intento de llamar la atención del polémico empresario, no fructificó.
En noviembre de 1988 el expiloto de Fórmula 1, Niki Lauda compró el 20% de Spantax para intentar reflotar la compañía con el mercado de los países nórdicos, pero no fue posible debido a su corta flota de aviones.

### Accidentes
La compañía sufrió tres accidentes de gravedad:
- 3 de diciembre de 1972 con el vuelo 275 de Spantax en el que fallecieron sus 155 ocupantes en el Aeropuerto de Los Rodeos, en Tenerife.[14][7]
- 5 de marzo de 1973 cerca de Nantes en Francia, donde un avión de Spantax operando el vuelo BX400 y un avión de Iberia operando el vuelo IB504 chocaron en el aire.[7][8]
- 13 de septiembre de 1982 con el vuelo 995 donde fallecieron 50 ocupantes en el Aeropuerto de Málaga.[6][15][7]

### Legado y conservación
Once Convair 990 Coronado languidecieron durante años en el aeropuerto de Palma de Mallorca, hasta ser desguazados entre 1991 y 1997, mientras que el matriculado EC-BZO quedó abandonado en la Base Aérea de Son San Juan tras la quiebra de la compañía. Desde 2009 la asociación Amics de Son Sant Joan a través de su web trató de conseguir su restauración y exhibición estática a través de la colaboración de la ciudadanía, así como que el Consejo Insular de Mallorca en sesión plenaria del 21 de diciembre de 2011 acordó declarar la aeronave como Bien Catalogado del Patrimonio Histórico de las Islas Baleares, siendo primera vez que sucede en España. El 26 de marzo de 2018 confirmó y ratificó mantener la aeronave como Bien Catalogado del Patrimonio Histórico de las Islas Baleares además de iniciar los estudios de cara a la rehabilitación del avión y localización de un lugar adecuado para su exhibición.
La Fundación Infante de Orleans, mantiene en vuelo un avión Beechcraft B-18 que fue adquirido por Spantax en el mayo del año 1962, matriculado como EC-ASJ. Ese avión fue finalmente vendido por Spantax siete años más tarde, en 1969.
Este avión se puede ver en vuelo durante las exhibiciones que la Fundación Infante de Orleans realiza periódicamente en el Aeropuerto de Madrid-Cuatro Vientos.

## Flota histórica
| Aeronaves                            | Número | Introducido | Retirado | Matrículas |
| ------------------------------------ | ------ | ----------- | -------- | --- |
| Beechcraft B-18                      | 1      | 1962        | 1969     | EC-ASJ |
| Boeing 737-200                       | 8      | 1986        | 1988     | EC-DZH, EC-EEG, EC-DUL, EC-DTR, EC-DUB, EC-DXK, EC-DVE y EC-DYZ                                                 |
| Convair 990                          | 13     | 1967        | 1988     | EC-CNG, EC-CNF, EC-CNJ, EC-CNH, EC-BZP, EC-BTE, EC-BJC, EC-BJD, EC-BZR, EC-BZO, EC-BNM, EC-BQQ, EC-BXI y EC-BQA |
| De Havilland Canadá DHC-6 Twin Otter | 3      | 1968        | 1981     | EC-BPE, EC-CAO y EC-CJI                                                                                         |
| De Havilland Canadá Dash 7           | 1      | 1978        | 1981     | EC-DCB |
| Douglas DC-3/C-47                    | 12     | 1951        | 1977     | EC-ATT, EC-AXS, EC-ACK, EC-WQB, EC-ARZ, EC-ACX, EC-AQE, EC-ANV, EC-AQF, EC-WSP, EC-BEC y EC-BEG                 |
| Douglas DC-4                         | 6      | 1963        | 1974     | EC-BMI, EC-AUY, EC-AXM, EC-APQ, EC-ACE y EC-ACF                                                                 |
| Douglas DC-6                         | 2      | 1965        | 1987     | EC-AZX y EC-BBK                                                                                                 |
| Douglas DC-7                         | 7      | 1963        | 1978     | EC-BSP, EC-BSQ, EC-ATQ, EC-BDL, EC-ATR, EC-BDM y EC-BBT                                                         |
| Douglas DC-8                         | 6      | 1973        | 1988     | EC-CCF, EC-CCG, EC-EAM, EC-CZE, EC-DVC y EC-CCR                                                                 |
| Fokker F27 Friendship                | 5      | 1967        | 1982     | EC-BNJ, EC-BFV, EC-BPJ, EC-BRN y EC-BPK                                                                         |
| Learjet 35                           | 1      | 1979        | 1980     | EC-DFA |
| McDonnell Douglas DC-9               | 7      | 1974        | 1984     | EC-CGY, EC-DIR, EC-CGZ, EC-DQP, EC-DSV, EC-DQQ y EC-DTI                                                         |
| McDonnell Douglas DC-10              | 5      | 1978        | 1988     | EC-DUG, EC-EAZ, EC-DEG, N52UA y N1035F (re-reg. EC-DSF)                                                         |
| McDonnell Douglas MD-83              | 3      | 1987        | 1988     | EC-EFJ, EC-EFK y EC-EKT (nunca entró en servicio)                                                               |